# Amaks
Amaks (AMAKS Hotels & Resorts) — российский гостиничный оператор, управляющий 29 объектами размещения (22 гостиничных и 7 курортных комплекса) в России и Белоруссии.
Основана в 2002 году, владельцы — пермские предприниматели Валерий Гараев, Дмитрий Златкин и Александр Аспидов, директор — Дмитрий Златкин.
Общий номерной фонд отелей и курортов более 7500 номеров, суммарная численность персонала — около 5 тыс. сотрудников.
Крупнейшие объекты сети — курортный комплекс в Усть-Качке в Пермском крае, курорты «Старая Русса» в Новгородской области и «Новая Истра» в Подмосковье, Сити-отель в Красноярске, гостиницы Конгресс-отель в Ростове-на-Дону и Белгороде и гостиница «Золотое кольцо» во Владимире.
Основу сети составляют гостиницы класса «3 звезды» с едиными стандартами и общим брендом, а также курорты с природными лечебными факторами (лечебные грязи, минеральные воды). При отелях компании работают 11 развлекательных центров на более чем 2 тысячи посадочных мест, 40 ресторанов, 13 бильярдных клубов.
Для обучения персонала действует собственная корпоративная школа повышения квалификации и переподготовки кадров.
В июне 2020 года сеть была внесена в список системообразующих предприятий России.